# Jorge Masvidal
Jorge Masvidal, né le 12 novembre 1984 à Miami, est un pratiquant américain d'arts martiaux mixtes (MMA). Il commence sa carrière professionnelle en 2003 et combat au sein de plusieurs organisations dont le Bellator ou le Strikeforce. Il intègre la plus prestigieuse d'entre elles en 2013 et continue alors dans la division des poids mi-moyens de l'Ultimate Fighting Championship (UFC). Il est le premier vainqueur du titre inaugural « BMF » de l’UFC, l’obtenant après avoir battu l’américain Nate Diaz à l’UFC 244.

## Jeunesse
Jorge Masvidal naît et grandit à Miami, en Floride. Son père est d'origine cubaine et sa mère est d'origine péruvienne. Lorsqu'il est jeune, il est souvent impliqué dans des combats de rues et se fait appeler Street Jesus. Certaines de ces altercations se retrouvent sur la plateforme de vidéos en ligne YouTube. Masvidal pratique ensuite la lutte à son lycée St. Brendan, mais ses notes ne lui permettent pas d'y rester. Il commence alors une formation en arts martiaux mixtes.

## Carrière en kick-boxing
Jorge Masvidal remporte ses débuts en kick-boxing par décision unanime le 11 avril 2003, durant l’événement Fast and Fearless.
Le 30 avril 2005, lors de l'événement Absolute Fighting Championships XII, il bat Joe Lauzon par KO technique au deuxième tour.

## Boxe
Masvidal fait ses débuts dans la boxe professionnelle le 8 juin 2005. Après une formation avec Eric "El Tigre" Cantanos, il vaint Joseph Benjamin (1-11-2) au Radisson Mart Plaza Hôtel à Miami, en Floride. La victoire est venue par décision majoritaire. Masvidal n'a pas participé à un combat de boxe professionnelle depuis.

## Carrière dans les arts martiaux mixtes

### Débuts
Masvidal récolte trois victoires pour aucune défaite dans la promotion Bodog FIGHT, face à Keith Wisniewski, Steve Berger et un KO par coup de pied à la tête face au vétéran de l'UFC et des Pride Fighting Championships, Yves Edwards.

### Bellator (2009)
Masvidal a signé pour le Bellator MMA et participe au tournoi des poids légers en avril 2009. Il remporte son premier combat par TKO au premier tour. Cependant, il est battu en demi-finale par Toby Imada au Bellator 5 soumis par étranglement en triangle.
Le 19 juin 2009, il bat Eric Reynolds au Bellator 12 dans un combat en poids intermédiare à 72,57 kg par une soumission par étranglement.

### Post-Bellator (2010)
Masvidal se hisse dans la catégorie des poids mi-moyens pour lutter contre Paul Daley au Shark Fights 13 à Amarillo, au Texas le 10 septembre 2010, dans un combat en poids intermédiaire à 77,90 kg. Daley bat Masvidal par décision unanime.

### Strikeforce (2011-2012)
Masvidal revient pour le Strikeforce début 2011, face à Billy Evangelista et gagne le combat par décision unanime.
Le 18 juin 2011, Il bat l’ancien champion des poids légers de l'Elite XC, KJ Noon par KO.
Masvidal fait face Gilbert Melendez pour le titre des poids légers, le 17 décembre 2011 au Valley View Casino Center à San Diego en Californie. Il perd le combat par décision unanime.
Par la suite, Masvidal combat Wilcox Justin au Strikeforce: Rockhold vs. Kennedy, le 14 juillet 2012. Il remporte le combat par décision partagée
Masvidal devait faire face à Bobby Green le 3 novembre 2012 au Strikeforce: Cormier vs. Mir, mais le combat est annulé en raison de l'annulation de l'événement lui-même. Masvidal était attendu plus tard pour faire face à Pat Healy (en) au Strikeforce: Marquardt vs. Saffiedine, mais doit se retirer en raison d'une blessure au dos.

### Ultimate Fighting Championship(2013-?)
Après la dissolution de Strikeforce en janvier 2013, Masvidal est transféré à l'UFC. Il fait ses débuts contre Tim Means le 20 avril 2013 à l’UFC on Fox 7.
Masvidal réussit ses débuts en remportant le combat par décision unanime.
Pour son deuxième combat dans la promotion, Masvidal fait un retour rapide dans l'Octogone.  Il remplace Reza Madadi dans un combat contre Michael Chiesa le 27 juillet 2013 à l’UFC on Fox 8.
Malgré une chute dans le premier tour par coups de poing, Masvidal prend le contrôle au second tour et a gagne par soumission.
Pour son troisième combat, Masvidal fait face Rustam Khabilov, le 6 novembre 2013 à  l'UFC Fight for the Troops 3. Il perd le combat par décision unanime. Malgré la défaite, ce combat vaut à Masvidal son premier bonus de combat de la soirée.
Le 19 avril 2014, Masvidal bat par décision unanime le vétéran Pat Healy (en) à l'UFC on Fox 11.
Masvidal fait face à Daron Cruickshank le 26 juillet 2014 à l'UFC on Fox 12. Après avoir été sonné par un coup de poing dans le premier tour, Masvidal récupère pour remporter une victoire par décision unanime.
Un combat avec Bobby Green, initialement prévu sous la bannière Strikeforce en 2012 avant d'être annulé, devait avoir lieu le 27 septembre 2014 à l'UFC 178. Cependant, le 14 août, l'UFC annonce que Masvidal fera face à James Krause. Masvidal remporte le combat par décision unanime.
Masvidal devait faire face à Norman Parke le 18 janvier 2015 à l'UFC Fight Night 59. Cependant, Masvidal sort du combat en prétextant une blessure et est remplacé par Gleison Tibau.
Masvidal est brièvement lié à un combat avec Bobby Green le 4 avril 2015 , au UFC Fight Night 63. Cependant, peu de temps après que le combat ait été annoncé par l'UFC, Green est sorti du combat en citant une blessure et a est remplacé par Benson Henderson. À son tour, Henderson est retiré du combat pour servir de tête d’affiche à l'UFC Fight Night 60. Masvidal fait finalement face à Al Iaquinta lors de l'événement. Il perd le combat dans une décision partagée très disputée.
Masvidal a affronté Cezar Ferreira dans un combat des poids mi-moyens le 12 juillet 2015 lors de la finale de The Ultimate Fighter 21. Il gagne le combat par KO au premier tour, gagnant aussi un bonus de performance de la soirée.
Masvidal devait faire face à Dong Hyun Kim le 28 novembre 2015, à l'UFC Fight Night 79. Cependant, le 14 novembre, il est annoncé que Masvidal ferait plutôt face à Benson Henderson lors de l'événement après que son adversaire prévu Thiago Alves se soit retiré de leur combat. Masvidal perd le combat par décision partagée. Ce combat est désigné Meilleur combat de l'année 2015 en MMA.
Le 29 mai 2016 lors de l'UFC Fight Night 88, il perd face à Lorenz Larkin par décision partagée.
Masvidal devait faire face à Siyar Bahadurzada le 30 juillet 2016 à l'UFC 201. Cependant, Bahadurzada est sorti du combat le 12 juillet citant une maladie et est remplacé par Ross Pearson. Il gagne le combat par décision unanime.
Un combat était envisagé contre Kelvin Gastelum le 5 novembre 2016 à The Ultimate Fighter Latin America 3 Finale. Cependant, le 14 septembre, Gastelum est retiré en faveur d'un combat contre l'ancien aspirant au titre des poids légers Donald Cerrone à l'UFC 205, une semaine plus tard. Masvidal est ensuite retiré de la carte et fait face à Jake Ellenberger le mois suivant au The Ultimate Fighter 24 Finale. Il a ensuite battu Ellenberger au premier tour par TKO.
Le 28 janvier 2017 à l'UFC on Fox 23, il bat Donald Cerine TKO au deuxième round et empoche son deuxième bonus de performance de la soirée. 
Le 13 mai 2017, lors de l'UFC 211, il perd contre Demian Maia par décision partagée.
Le 4 novembre 2017 lors de l'UFC 217, il perd contre Stephen Thompson par décision unanime.
Après un licenciement de 16 mois, Masvidal affronte Darren Till le 16 mars 2019 en tête d'affiche de l'UFC Fight Night 147. Il remporte le combat par KO au deuxième round. La victoire permet à Masvidal d'être gratifié de son second bonus de combat de la soirée et son troisième de performance de la soirée. 
Le 6 juillet 2019, lors de l'UFC 239, il bat Ben Askren via un coup de genou cinq secondes seulement après le début du premier round. Ce KO est alors le plus rapide de l'histoire de l'UFC, battant le précédent établi par Duane Ludwig. Cette victoire lui vaut alors un bonus de performance de la soirée.
Masvidal fait face à Nate Diaz le 2 novembre 2019 lors du combat principal à l'UFC 244. Dans une situation unique, le président de l'UFC, Dana White, confirme que le combat introniserait une nouvelle ceinture pour nommer le Baddest Motherfucker (BMF). Masvidal remporte le combat par KO technique après l'arrêt du médecin entre les rounds trois et quatre.  En effet, le médecin détermine qu'une coupure au-dessus de l'œil droit de Diaz le rend incapable de continuer. Alors que la décision était controversée parmi les partisans du combat, Brian Suttere, un médecin affilié à la Mayo Clinic, déclare qu’il était d’accord avec la décision.
Le 12 juillet 2020, il perd contre le champion des moins de 77 kg, Kamaru Usman, par décision unanime.
Le 25 avril 2021, il perd de nouveau contre le champion Kamaru Usman, cette fois-ci par KO.
Le 6 mars 2022, il perd contre Colby Covington par décision unanime.
Le 9 avril 2023, lors du second combat principal de l’UFC 287, Masvidal perd par décision unanime face au Brésilien Gilbert Burns. Il annonce alors sa retraite dans l’interview post-combat.
Le 2 janvier 2024, il a finalement annoncé sur les réseaux sociaux ne pas être à la retraite.

## Vie privée
Masvidal a deux filles et un fils, avec son ex-petite amie, avec qui il était pendant plus de dix ans.
Il est connu pour ne pas adhérer au régime alimentaire strict des athlètes. Dans une interview, il a déclaré que ses endroits préférés pour manger sont Chipotle et McDonald.

## Affaires judiciaires

### Bagarre de rue avec Colby Covington (2022)
En mars 2022, quelques semaines après sa défaite face à Colby Covington, il agresse ce dernier, alors qu'il se trouvait dans un restaurant. Covington ressort de cette bagarre avec une dent cassée et de multiples blessures,.

## Palmarès en arts martiaux mixtes
| 52 combats     | 35 victoires | 17 défaites |
| Par KO         | 16           | 2           |
| Par soumission | 2            | 2           |
| Sur décision   | 17           | 13          |

| Résultat | Record | Adversaire       | Méthode                                    | Événement                                                       | Date             | Round | Temps | Lieu                              | Notes                                                               |
| -------- | ------ | ---------------- | ------------------------------------------ | --------------------------------------------------------------- | ---------------- | ----- | ----- | --------------------------------- | ------------------------------------------------------------------- |
| Défaite  | 35-17  | Gilbert Burns    | Décision unanime                           | UFC 287                                                         | 8 avril 2023     | 3     | 5:00  | Miami, Floride, États-Unis        |                                                                     |
| Défaite  | 35-16  | Colby Covington  | Décision unanime                           | UFC 272: Covington vs. Masvidal                                 | 5 mars 2022      | 5     | 5:00  | Las Vegas, Nevada, États-Unis     | Combat de la soirée.                                                |
| Défaite  | 35-15  | Kamaru Usman     | KO (coups de poing)                        | UFC 261                                                         | 24 avril 2021    | 2     | 1:02  | Jacksonville, Floride, États-Unis | Pour le titre des poids mi-moyens de l’UFC.                         |
| Défaite  | 35-14  | Kamaru Usman     | Décision unanime                           | UFC 251                                                         | 12 juillet 2020  | 5     | 5:00  | Abu Dhabi, Emirates Arabes Unis   | Pour le titre des poids mi-moyens de l’UFC.                         |
| Victoire | 35-13  | Nate Diaz        | TKO (arrêt du médecin)                     | UFC 244                                                         | 2 novembre 2019  | 3     | 5:00  | New York, États-Unis              | Remporte le titre inaugural « BMF » de l’UFC.                       |
| Victoire | 34-13  | Ben Askren       | KO (coup de genou sauté et coups de poing) | UFC 239                                                         | 6 juillet 2019   | 1     | 0:05  | Las Vegas, Nevada, États-Unis     | KO le plus rapide de l’histoire de l’UFC. Performance de la soirée. |
| Victoire | 33-13  | Darren Till      | KO (coups de poing)                        | UFC Fight Night 147 : Till vs. Masvidal                         | 16 mars 2019     | 2     | 3:05  | Londres, Angleterre               | Combat de la soirée. Performance de la soirée.                      |
| Défaite  | 32-13  | Stephen Thompson | Décision unanime                           | UFC 217                                                         | 4 novembre 2017  | 3     | 5:00  | New York, États-Unis              |                                                                     |
| Défaite  | 32-12  | Demian Maia      | Décision partagée                          | UFC 211: Miocic vs. dos Santos                                  | 13 mai 2017      | 3     | 5:00  | Dallas, Texas, États-Unis         |                                                                     |
| Victoire | 32-11  | Donald Cerrone   | TKO (coups de poing)                       | UFC on Fox 23: Shevchenko vs. Pena                              | 28 janvier 2017  | 2     | 1:00  | Denver, Colorado, États-Unis      | Performance de la soirée.                                           |
| Victoire | 31-11  | Jake Ellenberger | TKO (coups de poing)                       | The Ultimate Fighter: Tournament of Champions Finale            | 3 décembre 2016  | 1     | 4:05  | Las Vegas, Nevada                 |                                                                     |
| Victoire | 30-11  | Ross Pearson     | Décision unanime                           | UFC 201                                                         | 30 juillet 2016  | 3     | 5:00  | Atlanta, Géorgie, États-Unis      |                                                                     |
| Défaite  | 29-11  | Lorenz Larkin    | Décision partagée                          | UFC Fight Night: Almeida vs. Garbrandt                          | 29 mai 2016      | 3     | 5:00  | Las Vegas, Nevada                 |                                                                     |
| Défaite  | 29-10  | Benson Henderson | Décision partagée                          | UFC Fight Night: Henderson vs. Masvidal                         | 28 novembre 2015 | 5     | 5:00  | Séoul, Corée du Sud               |                                                                     |
| Victoire | 29-9   | Cezar Ferreira   | KO (coup de coude et coups de poing)       | The Ultimate Fighter: American Top Team vs. Blackzilians Finale | 12 juillet 2015  | 1     | 4:22  | Las Vegas, Nevada                 | Retour en poids mi-moyens. Performance de la soirée.                |

## Palmarès en boxe anglaise
| 2 combats       | 1 victoires | 1 défaites |
| Avant la limite | 0           | 0          |
| Sur décision    | 1           | 1          |

| Décision possible : KO • TKO (KO technique) • UD (décision aux points unanime) • MD (décision aux points majoritaire) • SD (décision aux points partagée) • D (match nul) • NC (sans décision) • RTD (abandon) |        |                 |      |       |                |                                                       |                               |
| Résultat | Record | Adversaire      | Type | Round | Date           | Lieu                                                  | Notes                         |
| Défaite | 1-1    | Nate Diaz       | MD   | 10    | 6 juillet 2024 | Honda Center, Anaheim, États-Unis                     | Nate Diaz vs Jorge Masvidal 2 |
| Victoire | 1-0    | Joseph Benjamin | MD   | 4     | 28 juin 2015   | Radisson Mart Plaza Hotel, Miami, Floride, États-Unis |                               |